# 230 (железнодорожный разъезд)
230 или разъезд 230 км — упразднённый населённый пункт (железнодорожный разъезд) в Палласовском районе Волгоградской области России. Находился на территории современного Калашниковского сельского поселения.

## История
По списку населенных пунктов по счетным участкам Палласовского района на 18 ноября 1952 года в районе числился в составе Калашниковского сельсовета.
Решением исполкома Волгоградского областного (сельского) Совета депутатов трудящихся от 30 октября 1964 года № 30/439 «Об исключении из учетных данных некоторых населенных пунктов Волгоградской области» из учетных данных, как фактически не существующие, были исключены следующие населенные пункты Палласовского района Волгоградской области: .... Казармы 217, 224, 228 и 235 – в связи с переселением его жителей в разъезд 230 км Калашниковского с/с.
Исключен из учётных данных Постановлением Волгоградской областной Думы от 18 ноября 2004 года № 14/454 «Об исключении из учетных данных железнодорожного разъезда 230 Калашниковского сельсовета Палласовского района Волгоградской области»
Учитывался в официальных документах 2008-2009 годов (Решение Палласовской районной Думы Волгоградской области от 3 июня 2009 г. N 7/2 "О внесении изменений в Решение Палласовской районной Думы Волгоградской области от 16.05.2008 г. N 3/2 "Об установлении коэффициентов дифференциации для расчета арендной платы за земельные участки" (с изменениями и дополнениями))

## Население
В населённый пункт разъезд 230 км переселились до 1964 года жители железнодорожных казарм 217, 224, 228 и 235, опустевшие после этого. 